# Mazama rufina
La corzuela roja pequeña, chonta o venado del páramo (Mazama rufina) es una especie de artiodáctilo en la familia de los cérvidos. Se le encuentra en la zona andina de Colombia, Ecuador y Perú.